# Desa Cipada (administrativ by i Indonesien, lat -6,77, long 107,50)
Desa Cipada är en administrativ by i Indonesien.   Den ligger i provinsen Jawa Barat, i den västra delen av landet, 90 km sydost om huvudstaden Jakarta. Desa Cipada ligger vid sjön Situ Dano.